# Фурно (Манш)
Фурно (фр. Fourneaux) насеље је и општина у северној Француској у региону Доња Нормандија, у департману Манш која припада префектури Сен Ло.
По подацима из 2011. године у општини је живело 95 становника, а густина насељености је износила 28,44 становника/km². Општина се простире на површини од 3,34 km². Налази се на средњој надморској висини од 100 метара (максималној 147 m, а минималној 37 m).

## Демографија
| 1962. | 1968. | 1975. | 1982. | 1990. | 1999. | 2011. |
| ----- | ----- | ----- | ----- | ----- | ----- | ----- |
| 111   | 119   | 114   | 99    | 98    | 90    | 95    |

График промене броја становника у току последњих година